# Шалонвиллар
Шалонвилла́р (фр. Châlonvillars) — коммуна во Франции, находится в регионе Франш-Конте. Департамент — Верхняя Сона. Входит в состав кантона Эрикур-Эст. Округ коммуны — Люр.
Код INSEE коммуны — 70117.

## География
Коммуна расположена приблизительно в 360 км к востоку от Парижа, в 75 км северо-восточнее Безансона, в 50 км к востоку от Везуля.
По территории коммуны проходит канал Монбельяр — Верхняя Сона и протекает небольшая река Бенад (фр. Benade).

## Население
Население коммуны на 2010 год составляло 1244 человека.
| 1962 | 1968 | 1975 | 1982 | 1990 | 1999 | 2010 |
| ---- | ---- | ---- | ---- | ---- | ---- | ---- |
| 606  | 545  | 726  | 1013 | 1066 | 1147 | 1244 |

## Экономика
В 2010 году среди 817 человек трудоспособного возраста (15—64 лет) 593 были экономически активными, 224 — неактивными (показатель активности — 72,6 %, в 1999 году было 69,1 %). Из 593 активных жителей работали 546 человек (299 мужчин и 247 женщин), безработных было 47 (17 мужчин и 30 женщин). Среди 224 неактивных 85 человек были учениками или студентами, 93 — пенсионерами, 46 были неактивными по другим причинам.

## Фотогалерея

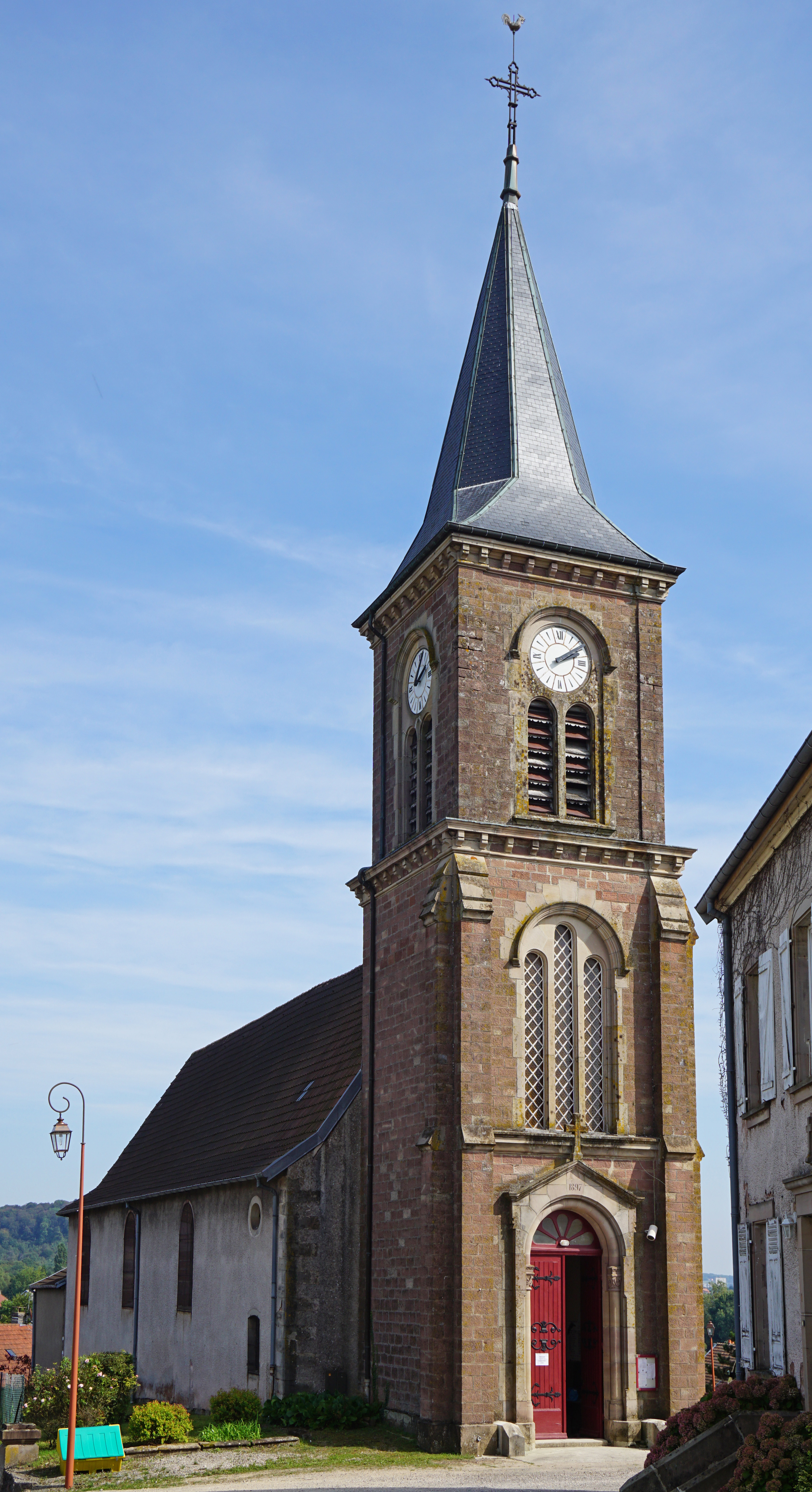
Церковь Св. Радегунды
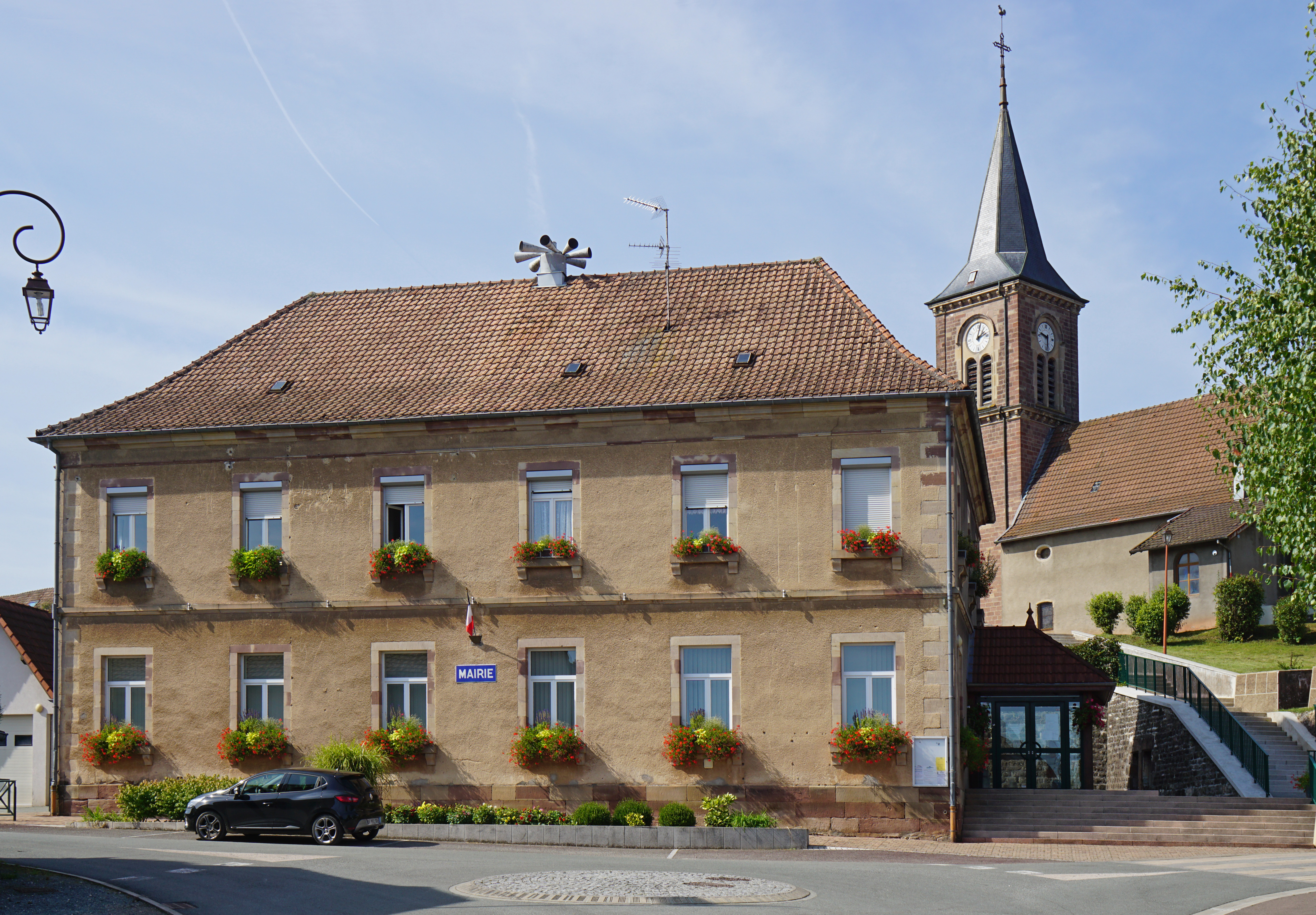
Мэрия
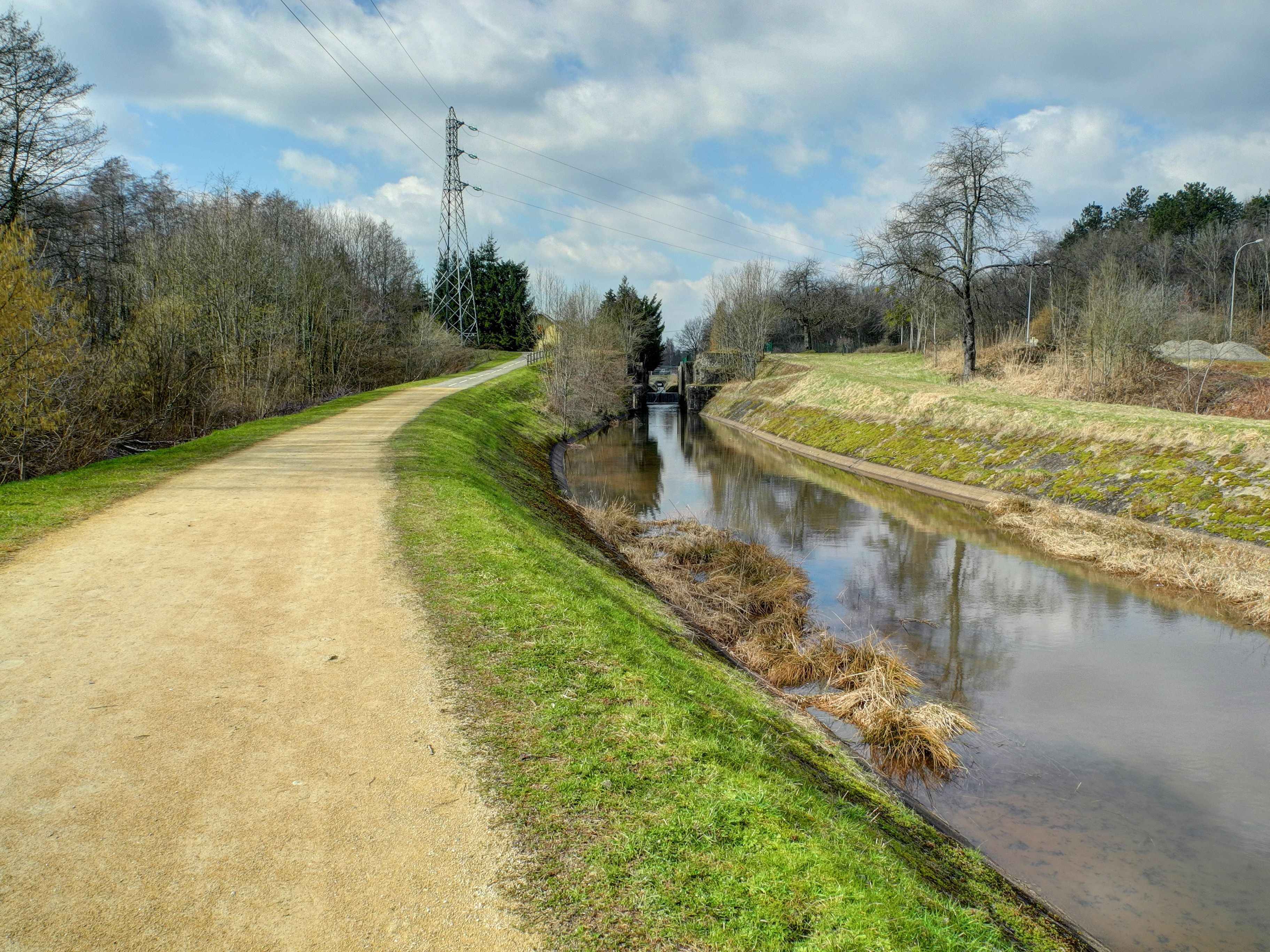
Канал Монбельяр — Верхняя Сона
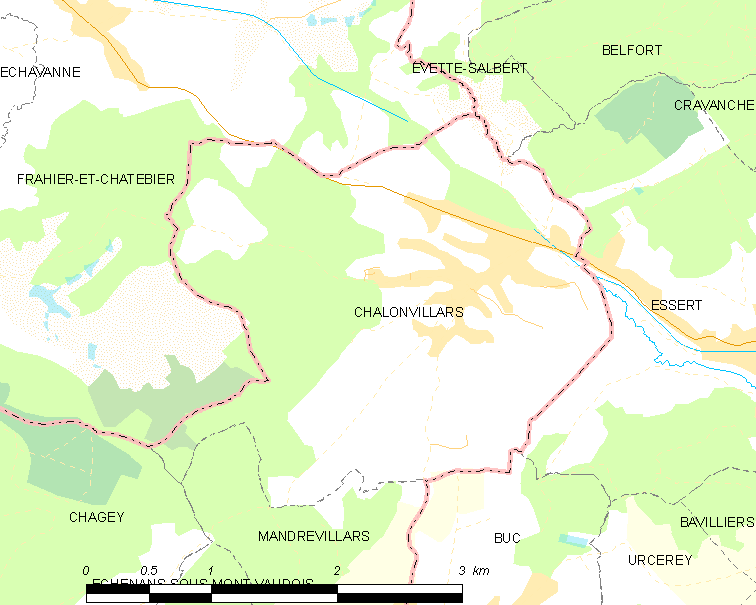
Карта коммуны